# Fromohio
Fromohio – trzeci album zespołu Firehose wydany w 1989 przez wytwórnię SST Records. Materiał nagrano w dniach 17-20 października 1988 w studiu "Suma" w Painesville (Ohio).

## Lista utworów
1. "Riddle of the Eighties" (M. Watt) – 2:00
2. "In My Mind" (E. Crawford) – 2:16
3. "Whisperin' While Hollerin'" (M. Watt) – 2:04
4. "Vastopol" (E. Crawford, trad.) – 1:24
5. "Mas Cojones" (M. Watt) – 2:02
6. "What Gets Heard" (M. Watt) – 2:19
7. "Let the Drummer Have Some" (G. Hurley) – 0:59
8. "Liberty for Our Friend" (K. Roessler, M. Watt) – 2:06
9. "Time with You" (E. Crawford) – 3:13
10. "If’n" (M. Watt) – 3:14
11. "Some Things" (M. Watt) – 2:43
12. "Understanding" (E. Crawford, K. Roessler) – 3:12
13. "'Nuf That Shit, George" (G. Hurley) – 0:38
14. "The Softest Hammer(M. Watt) – 3:03

## Skład
- Ed Crawford – śpiew, gitara
- Mike Watt – gitara basowa
- George Hurley – perkusja

produkcja
- Mike Watt – producent
- Ed Crawford – producent